# St. Mariä Geburt (Questenberg)

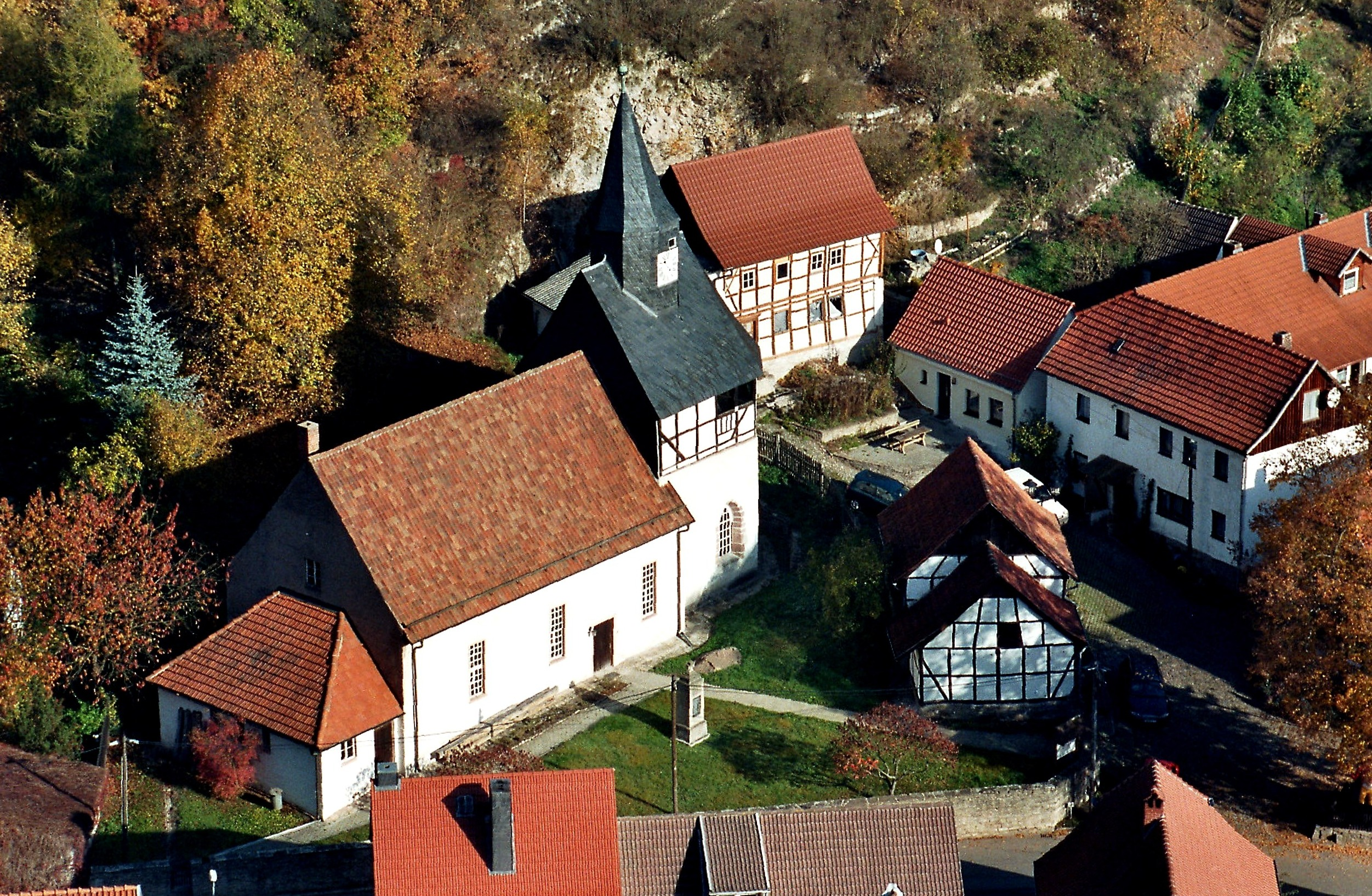
St. Mariä Geburt, Blick von der Queste

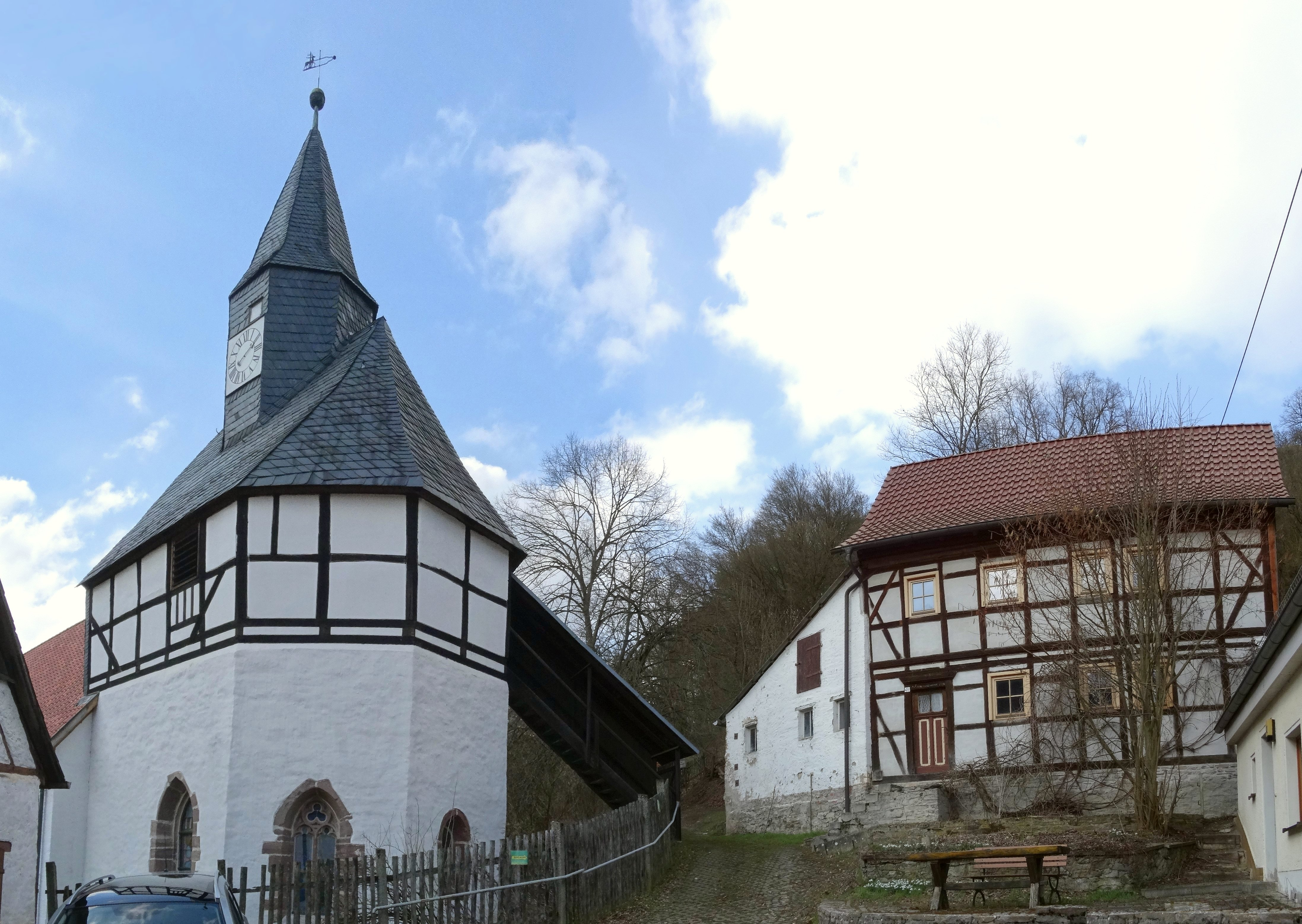
Kirche St. Mariä Geburt in Questenberg

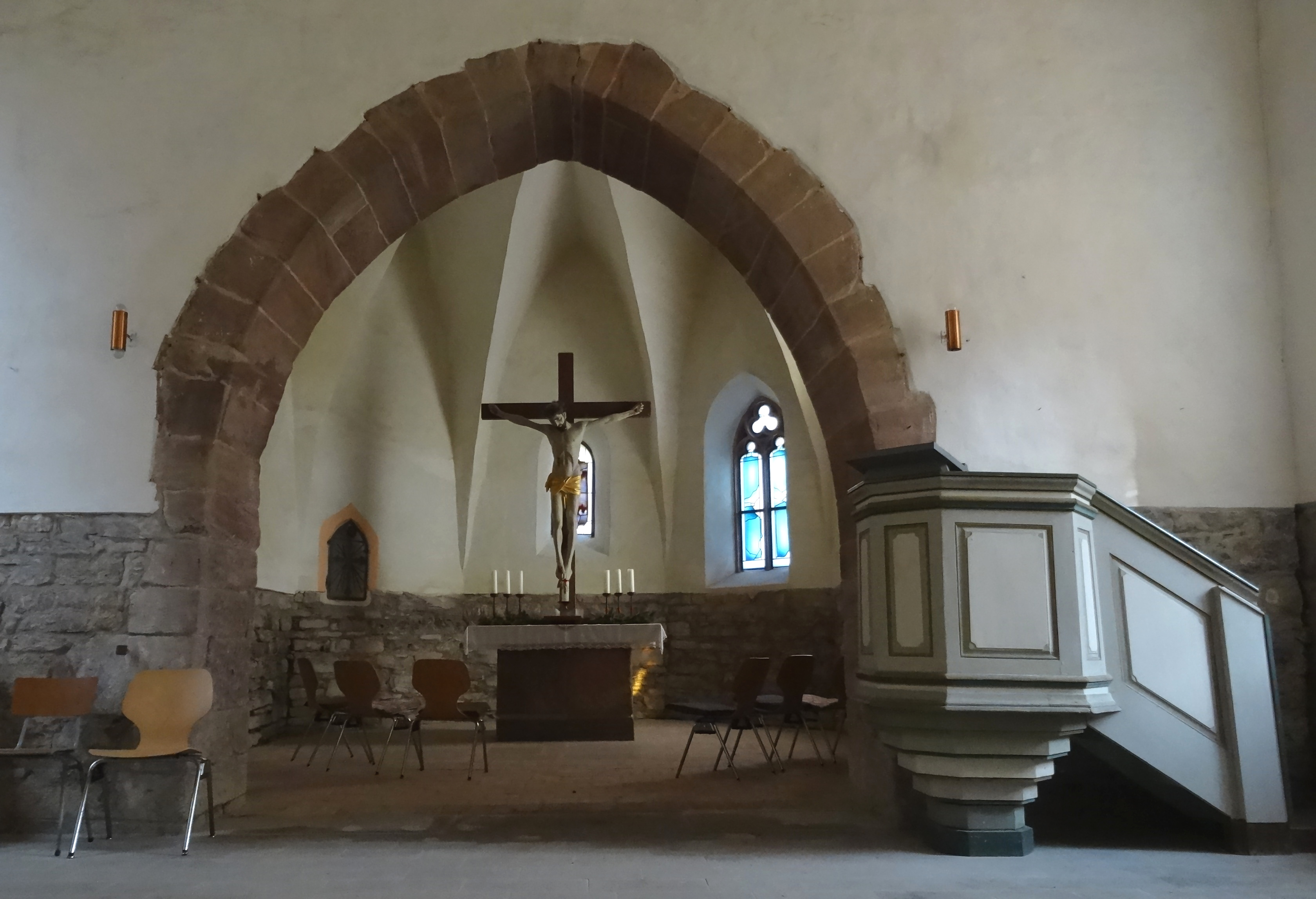
St. Mariä Geburt, Questenberg

Die evangelische Dorfkirche St. Mariä Geburt steht im Ortsteil Questenberg der Gemeinde Südharz im Landkreis Mansfeld-Südharz in Sachsen-Anhalt. Sie gehört zum Pfarrbereich Rossla im Kirchenkreis Eisleben-Sömmerda der Evangelischen Kirche in Mitteldeutschland. Der Standort des wehrkirchenähnlichen Bauwerks ist ein Berghang im Ort.

## Geschichte
1305 wurde die Kirche erstmals urkundlich erwähnt. Vom mittelalterlichen Kirchenbau mit Fachwerkobergeschoss sind der gotische Chor, der wahrscheinlich bereits in der zweiten Hälfte des 13. Jahrhunderts gebaut wurde, der Triumphbogen, die Maßwerkfenster und das spätgotische Kruzifix erhalten.
1631 wurde das Kirchengebäude durch von Johann T’Serclaes von Tilly geführte Truppen zweimal geplündert.
Das heutige Langhaus mit Emporen und Orgel wurde 1781 gebaut, 1790 folgte eine neue Orgel. 1934 entfernte man den Kanzelaltar und öffnete den Chor.
1962 zogen Unwetter die Kirche in Mitleidenschaft, so dass das Kirchenschiff neu gebaut werden musste.
2013 erhielt der gotische Chorraum der Kirche drei unterschiedlich große Glasfenster, die von Hubert Spierling geschaffen wurden,